# 馬利蝴蝶魚
馬利蝴蝶魚為輻鰭魚綱鱸形目蝴蝶魚科的其中一種。被IUCN列為次級保育類動物。

## 分布
本魚分布於西印度洋區，包括莫三比克的Delagoa灣到朗伯灣（Lamberts Bay）及南非海域。

## 深度
水深10至120公尺。

## 特徵
本魚呈圓形，吻短，體呈銀白色，身上具有三條褐色條紋，第一條通過眼睛，第二條自第三硬棘起經胸鰭延伸至腹鰭，第三條自第六硬棘基部起延伸至臀鰭基部，尾柄褐色，腹鰭、臀鰭、背鰭軟條部黃褐色，尾鰭白色具黃色邊，背鰭上具有2枚黑斑。背鰭硬棘11枚、背鰭軟條23至24枚；臀鰭硬棘3枚、臀鰭軟條18至19枚。體長可達20公分。

## 生態
本魚棲息在岩石與珊瑚礁海域，屬雜食性，以藻類、無脊椎動物為食。

## 經濟利用
為觀賞性魚類，不供食用。